# Oleg Shatov
Oleg Aleksandrovich Shatov (Nizhny Tagil, 29 de julho de 1990) é um futebolista russo que atua como meia. Atualmente defende o Rubin Kazan.

## Carreira
Shatov fez parte do elenco da Seleção Russa de Futebol da Eurocopa de 2016.

## Títulos
Zenit
- Campeonato Russo: 2014–15, 2018–19
- Supercopa da Rússia: 2016